# Mariscadero
Mariscadero es una localidad y balneario ubicado en la comuna chilena de Pelluhue, Provincia de Cauquenes, VII Región del Maule. Está ubicado a orillas del mar, inmediatamente al norte del poblado de Pelluhue, del que está separado por el río Curanilahue, y distante 8 km al sur del pueblo de Chanco. El lugar está comunicado con los pueblos vecinos por la atractiva ruta costera asfaltada que atraviesa la provincia en su casi totalidad.

## Historia
Pelluhue ya existía como caleta de pescadores e incipiente balneario costero antes de que Mariscadero fuera desarrollado como balneario independiente. Solo había, en este último lugar, algunas viviendas de pescadores, hasta que en 1953 se edificaron varias casas de veraneo, con lo que Mariscadero se desarrolló, independientemente del poblado de Pelluhue, como polo turístico relativamente aislado del ajetreo de éste.
En 1994, se encontraron en Mariscadero restos fósiles que, según los expertos, corresponderían a los de un plesiosaurio, reptil marino que vivió hace 65 millones de años y que fue contemporáneo a los dinosaurios. El animal fue posteriormente descrito como una nueva especie, bautizada como Wunyelfia maulensis.
Tras el maremoto de 2010, el balneario quedó severamente afectado, desapareciendo prácticamente toda su parte baja cercana al mar y desviando el curso del estero que colinda al sur.

## Turismo y costumbres
Desde mediados de los años 1950, Mariscadero ha crecido en forma lenta aunque sostenida, existiendo en su territorio actualmente numerosas casas de veraneo, así como hosterías y hoteles. Durante los meses de verano, especialmente en los fines de semana, la población de Mariscadero se multiplica considerablemente a causa de la población flotante.  

### La trilla a yegua suelta
A fines de enero y principios de febrero, cada año, en Mariscadero se realiza la tradicional festividad de la trilla a yegua suelta, con encuentros campesinos costumbristas, actuaciones de grupos folclóricos y cantores populares, rodeos y carreras a la chilena.

## Dunas
Justo al norte del lugar, se encuentra la enorme extensión ocupada por las llamadas "Dunas de Chanco", con una superficie de varias hectáreas, en un terreno que semeja un mar con "olas de arena", de color gris oscuro, sólo interrumpido ocasionalmente por bosques de pino, los que se están haciendo, año a año, más raros, debido a la implacable tala comercial que tiene lugar en la zona.[cita requerida]